# Чёрный Остров (база запаса)

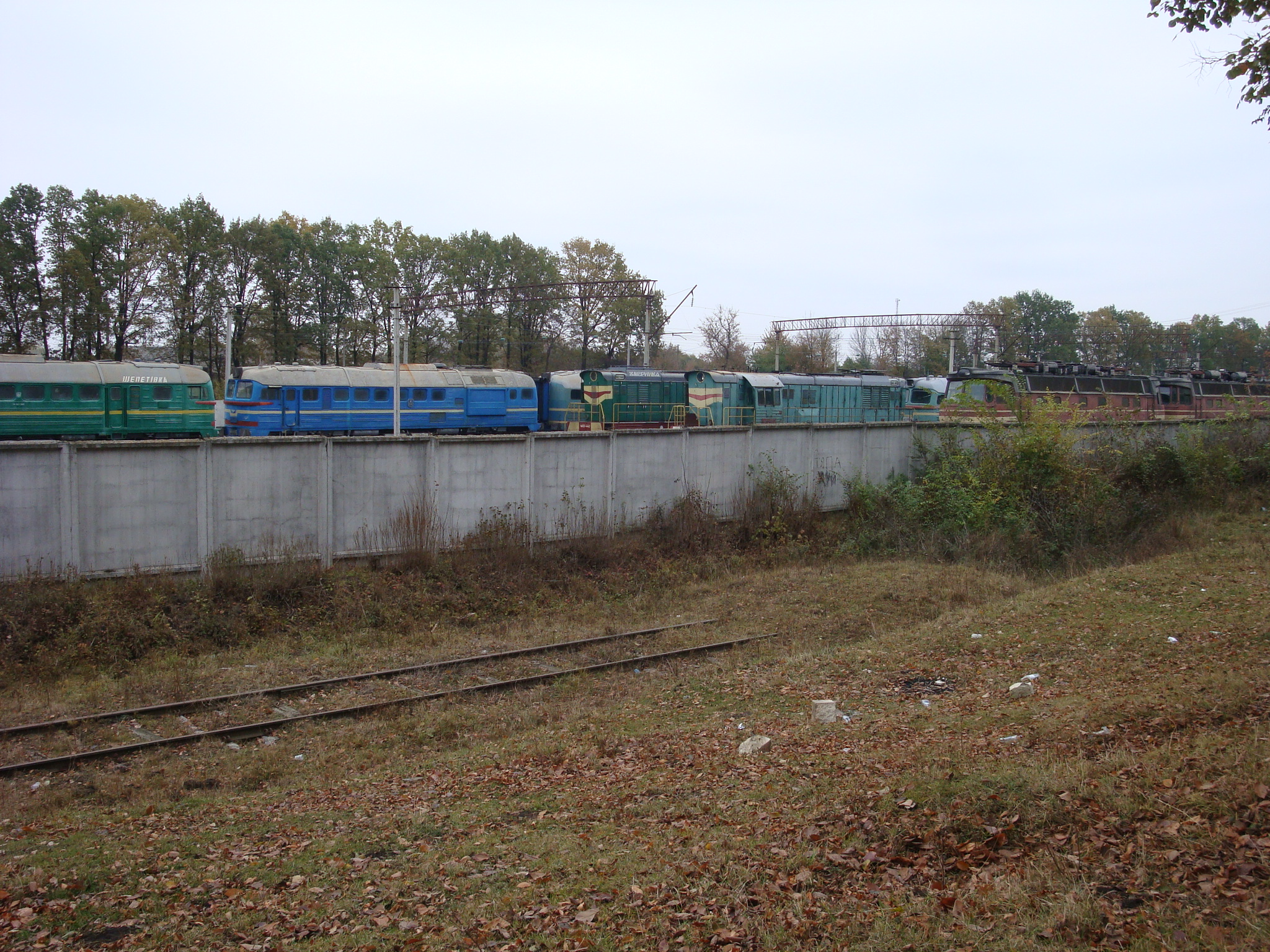
Тепловоз 2М62У, справа чехословацкий тепловоз ЧМЭ3-5007 на базе запаса «Чёрный Остров».

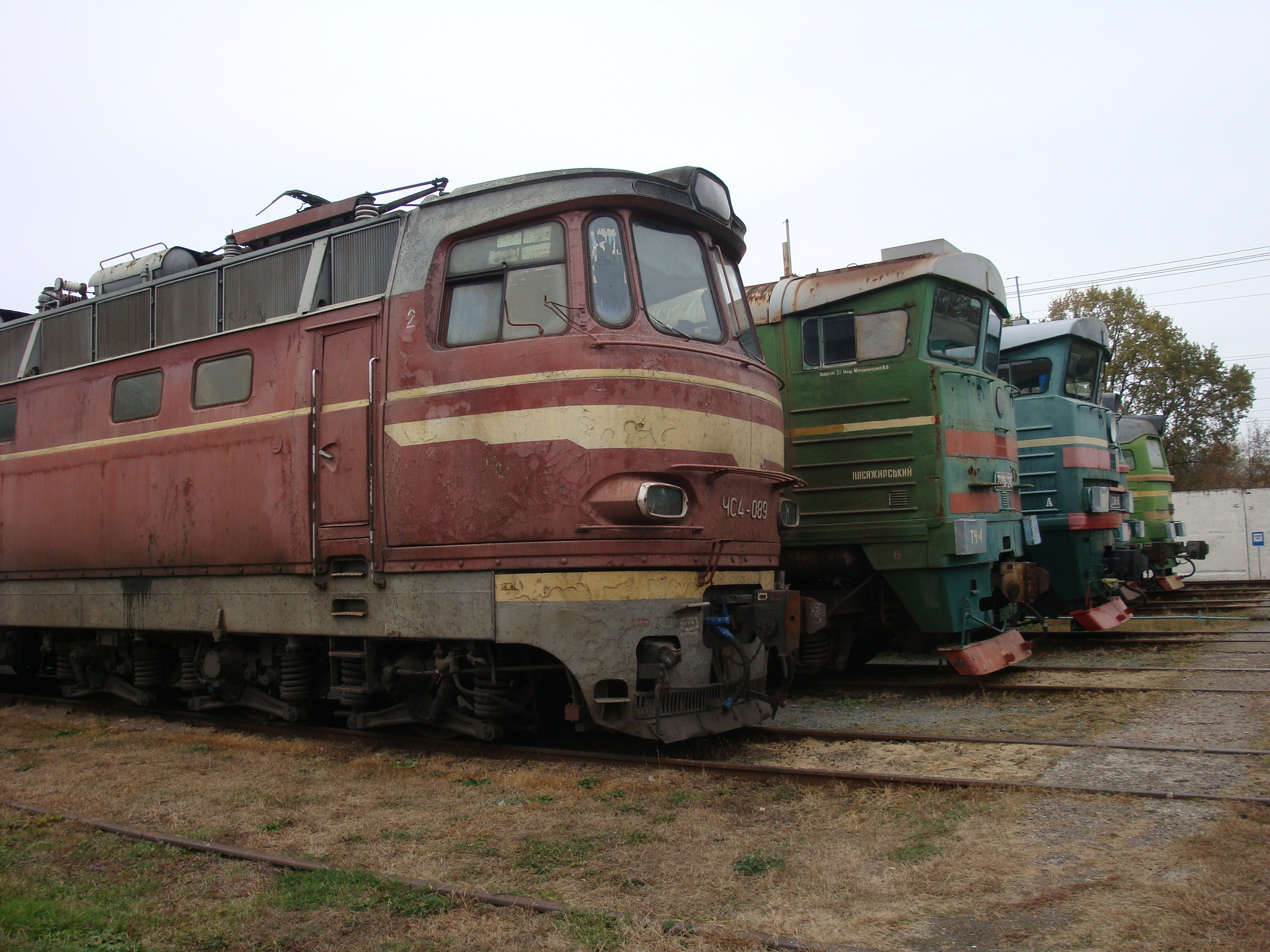
Электровоз ЧС4-089 и тепловоз 2ТЭ116-515 на базе запаса «Чёрный Остров».

Чёрный Остров — база запаса железнодорожного подвижного состава Юго-Западной железной дороги. Находится в двадцати километрах от станции «Гречаны» в посёлке Чёрный Остров Хмельницкой области Украины.
На базу запаса поступает для хранения подвижной состав из Жмеринки, Гречан, Шепетовки, а также Киев-Пассажирского, который передал на хранение старые пассажирские электровозы переменного тока ЧС4.
Некоторые электровозы серии ЧС4 ожидают отправки на Запорожский электровозоремонтный завод для прохождения капитально-восстановительного ремонта с заменой кузова, а другие электровозы в скором времени будут списаны.
Территория базы запаса рассчитана на 50 локомотивов.
Подвижной состав, который уже отстоял свой срок и не поступает в дальнейшую эксплуатацию, отправляется в депо «Гречаны» для ожидания списания и порезки.

## Списание электровозов ЧС4
По состоянию на август 2014 года с базы запаса было убрано 2 электровоза ЧС4-081 и ЧС4-090. Первый был разрезан в депо «Гречаны», а второй 05.08.2014 отправлен в депо Киев-Пасс. Его должны были порезать там.